# Erotolepsiella indica
Erotolepsiella indica är en stekelart som beskrevs av T.C. Narendran 2001. Erotolepsiella indica ingår i släktet Erotolepsiella och familjen puppglanssteklar. Inga underarter finns listade i Catalogue of Life.